# Bifurcatie (geografie)

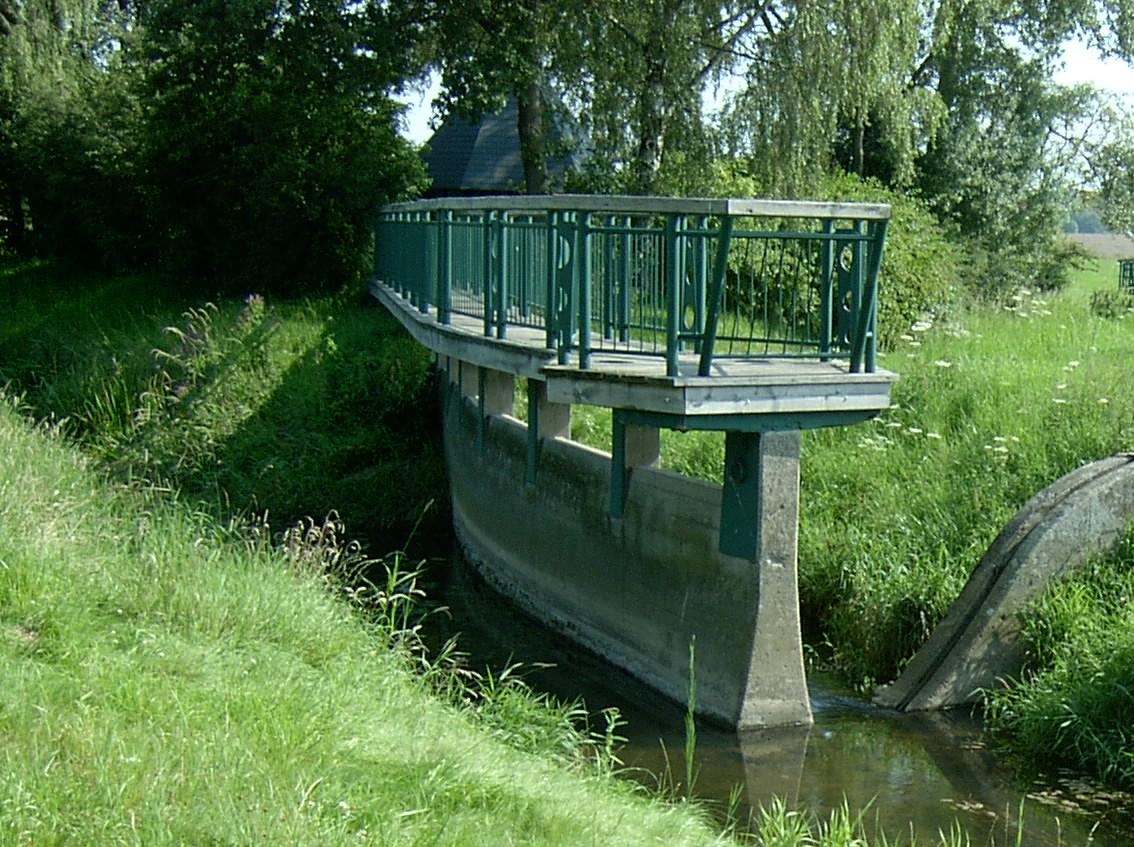
De bifurcatie in de Hase (2006)

Een bifurcatie is een rivier die een verbinding vormt tussen twee stroomgebieden; het is een afsplitsing van zowel de ene als de andere (hoofd)rivier van die twee stroomgebieden. In de bifurcatie kan de stroomrichting  wisselen, afhankelijk van het actuele waterpeil in elk van de beide verbonden rivieren. Dit is het geval bij de Casiquiare in Venezuela, die de verbinding vormt tussen de stroomgebieden van Orinoco en Amazone.
Bifurcaties zijn zeldzaam. Andere vormen van afsplitsing niet. Er worden verschillende typen afsplitsing onderscheiden:
- de rivier die van de hoofdstroom afsplitst, is een aftakking
- een rivier die zich vlak voor de monding afsplitst van de hoofdstroom, zoals in een rivierdelta, is een rivierarm
- een aftakking die stroomafwaarts weer samenvloeit met de hoofdstroom, is een nevenstroom
- een vlechtende rivier is een rivier met splitsende en weer samenvloeiende takken binnen één bedding
- bij een stroomonthoofding, door voortschrijdende erosie of tektonische activiteit, wordt de afwatering van het bovenstroomse deel van de rivier geheel van het ene stroomgebied naar een ander stroomgebied verlegd.

## Voorbeelden
Voorbeelden van rivieren met een bifurcatie:
- De Casiquiare in Zuid-Amerika, tussen Orinoco en de Rio Negro een zijrivier van de Amazone. Dit is de grootste bifurcatie ter wereld.
- De IJssel als aftakking van de Rijn[1].
- De Hase in Duitsland. Deze rivier splitst zich bij Gesmold ten oosten van Osnabrück in Hase en Else. De Else stroomt vervolgens naar Melle en komt daarna in de Wezer uit. De Hase daarentegen stroomt via Osnabrück richting het noorden om dan bij Meppen de Eems te bereiken. Het is onduidelijk of de bifurcatie van de Hase ooit is aangelegd of dat het een natuurlijk fenomeen betreft.
- De splitsing tussen de Wajambo en Arawara in Suriname.
- De splitsing tussen de Wanekreek en de Coermotibo in Suriname. De Wanekreek mondt uit in de Marowijne, de Coermotibo in de Cottica.
- Parting of the Waters in de Verenigde Staten: een zeldzaam voorbeeld van een continentale bifurcatie
- Slims in Alaska, een voormalige (tijdelijke) bifurcatie door het smelten van een gletsjer

Een voorbeeld van een kunstmatige bifurcatie is de Nerodimka in Kosovo. De kunstmatige afleiding leidt water af naar de Nerodimka en de Middellandse Zee, waar dit normaal enkel naar de Zwarte Zee stroomt via de Sitnica.